# Massimo Planude
Massimo Planude (in greco antico: Μάξιμος Πλανούδης?, Máximos Planoúdes; Nicomedia, 1255 circa – 1305 circa) è stato un grammatico, teologo e monaco cristiano bizantino, che visse e operò sotto i regni di Michele VIII Paleologo e Andronico II Paleologo.

## Biografia e opere
Nacque a Nicomedia in Bitinia, ma passò la maggior parte della sua vita a Costantinopoli, dove come monaco dedicò la propria vita allo studio e all'insegnamento. Quando entrò in monastero cambiò il suo nome originario Manuele in Massimo.
Planude conosceva molto bene il latino, cosa molto rara in un tempo in cui Roma e l'Italia venivano trattate con odio e disprezzo dai bizantini. Sicuramente la conoscenza del latino era dovuta al fatto che fu uno degli ambasciatori inviati da Andronico II nel 1296 per fare rimostranze ai veneziani per il loro attacco alla colonia genovese di Pera. Un più importante risultato del viaggio in Italia fu il fatto che Planude, specialmente grazie alle sue traduzioni, preparò la strada per l'introduzione della letteratura e della lingua greca in Occidente.
Scrisse numerose opere, come: un libro di grammatica greca in forma di domanda e risposta, come gli Erotemata di Moscopulo, con un'appendice sul cosiddetto verso "politico"; un trattato sulla sintassi; una biografia di Esopo e una versione in prosa delle sue favole; scholia su alcuni autori greci; due poemi in esametri, (un panegirico di Claudio Tolomeo - la cui Geografia venne riscoperta da Planude, che la tradusse in latino - l'altra è un resoconto della trasformazione improvvisa di un toro in un topo); un trattato sul metodo di calcolo in uso presso gli Indiani (ed. Carl Immanuel Gerhardt, Halle, 1865); scholia ai primi due libri dell'Aritmetica di Diofanto di Alessandria.
Tra le sue numerose traduzioni dal latino vi furono il Somnium Scipionis di Marco Tullio Cicerone con il commentario di Macrobio; le Eroidi e Le metamorfosi di Ovidio; il De consolatione philosophiae di Boezio; il De Trinitate di Agostino; i Disticha Catonis. Queste traduzioni furono molto popolari durante il Medioevo e venivano utilizzate come libri di testo per lo studio del greco. Tuttavia l'opera di maggior successo fu la cosiddetta Antologia di Planude, raccolta in sette libri di epigrammi greci.